# Bergenhusen
Bergenhusen er en landsby og kommune i det nordlige Tyskland under Slesvig-Flensborg kreds i delstaten Slesvig-Holsten. Byen ligger i landskabet Stabelholm mellem floderne Ejderen, Trenen og Sorgen. På dansk kaldes byen også Berringhuse. Byen blev første gang nævnt som Beveringhuse i 1304. Bynavnet er afledt af bæver.
Landsbyen betegnes også som storkeby, da der de fleste år er mindst ti til tolv storkepar på byens tage. Desuden ses her mange saksergårde fra 1700-tallet.
Kommunen samarbejder på administrativt plan med andre kommuner i Krop-Stabelholm kommunefællesskab (Amt Kropp-Stapelholm).